# Kukiz’15
A Kukiz’15 lengyel jobboldali politikai párt, amit Pawel Kukiz alapított Lengyelországban 2015-ben. A  2015-ös lengyelországi parlamenti választáson a harmadik helyen végzett, a Jog és Igazságosság és a Polgári Platform után.

## Ideológiája, politikája
Ideológiája a jobboldali populizmus. Fő céljai a nemzeti függetlenség, a jobboldali gazdaságpolitika, a kilépés az Európai Unióból és a hadsereg megerősítése.
A választási rendszert úgy változtatnák meg, hogy az arányos rendszer helyett „a győztes mindent visz” elvét vezetnék be.

## Választási eredmények
| Választás éve | Szavazatok száma | Szavazatok aránya | Mandátumok száma | Parlamenti jelenlét |
| ------------- | ---------------- | ----------------- | ---------------- | ------------------- |
| 2015          | 1 339 094        | 8,81%             | 42               | ellenzék            |
| 2019          | 1 578 523        | 8,6%              | 36               | ellenzék            |